# Lucicutia paraclausi
Lucicutia paraclausi är en kräftdjursart som beskrevs av Mungo Park 1970. Lucicutia paraclausi ingår i släktet Lucicutia och familjen Lucicutiidae. Inga underarter finns listade i Catalogue of Life.